# Rhagodolus mirandus
Genre
Espèce
Synonymes
- Rhax miranda Pocock, 1895

Rhagodolus mirandus, unique représentant du genre Rhagodolus, est une espèce de solifuges de la famille des Rhagodidae.

## Distribution
Cette espèce se rencontre au Nigeria et en Gambie.

## Description
Le mâle mesure 28,5 mm et la femelle 63 mm.

## Publications originales
- Pocock, 1895 : Notes on some of the Solifugae contained in the collection of the British Museum, with descriptions of new species. Annals and Magazine of Natural History, sér. 6, vol. 16, p. 74–98 (texte intégral).
- Roewer, 1933 : Solifuga, Palpigrada. Dr. H.G. Bronn's Klassen und Ordnungen des Thier-Reichs, wissenschaftlich dargestellt in Wort und Bild. Akademische Verlagsgesellschaft M. B. H., Leipzig. Fünfter Band: Arthropoda; IV. Abeitlung: Arachnoidea und kleinere ihnen nahegestellte Arthropodengruppen, vol. 2/3, p. 161–480 (texte intégral).